# NSC-68
国家安全保障会議報告第68号 (National Security Council Report 68,“United States Objectives and Programs for National Security”) 、通称NSC-68は、ハリー・S・トルーマン政権期の1950年4月14日にアメリカ合衆国国家安全保障会議 (NSC) が大統領に提出した、全58頁の極秘政策文書である。これは、米国の冷戦政策に関する最重要文書の1つである。NSC-68は、共産勢力拡大に対する封じ込めに高い優先順位を与えるとの決定を含んでおり、冷戦期における向こう20年間の米国外交政策形成に多大な影響を及ぼした。1950年9月30日にトルーマンはNSC-68に公式に署名した。同文書は、1975年に機密指定を解除された。

## 歴史的背景
1950年までに、国家安全保障政策の改善を迫る様々な出来事が発生した。北大西洋条約機構（NATO）が設置され、対欧州軍事援助が始まり、ソ連が原爆実験に成功し、中国では共産党が国民党を打倒した。米国国務省はこの機を捉え、国防長官ルイス・A・ジョンソンや予算局内における彼の同調勢力からの反対を押し切って、米国の戦略政策と軍事計画の再検討を実施した。「NSC-68」に関する検討報告が示すところによれば、従来国防支出の上限とされてきた125億ドルを上回る提案に対し最初に抵抗したのは、委員会の国防総省代表であった。NSC-68として知られるこの報告書は、米ソ両国の熱核兵器保有に関する事前調査に続く研究成果であり、1950年1月31日のトルーマン大統領の要請に基づき作成された。トルーマンは、国務長官と国防長官に「平時と戦時における我が国の基本方針の再検討、及びこれらの基本方針が我が国の戦略計画に及ぼす影響の再検討を行う」よう命じた。最初の報告書は4月7日に提出されたのち、更なる検討のためNSCに送付された。
NSC研究会（判明分）
- ポール・ニッツェ、議長、国務省政策企画局長。
- ジョン・パトン・デイヴィス国務省のソ連専門家
- ロバート・タフツ
- ロバート・フッカー国務省政策企画局のスタッフ。
- ディーン・アチソン国務長官、ザ・ワイズ・メンの一員。
- チャールズ・E・ボーレン国務省のソ連専門家。後に中ソ大使、ザ・ワイズ・メンの一員。
- トルーマン・H・ランドン少将、統合参謀本部代表、後に在欧米空軍司令官・中将。
- サミュエル・S・ブタノ
- ロバート・A・ラヴェット、国防副長官、後に国防長官。ザ・ワイズ・メンの一員。

当初トルーマン大統領は、1950年に提出されたNSC-68を支持しなかった。彼は、影響を受け変更されるのはどの計画なのかという点が不明確であり、またこれまでの国防支出制限と整合しないと考えていた。トルーマンは同文書を差し戻して更に精査させ、1951年にようやく承認した。
同文書は、当時の米国における事実上の国家安全保障戦略（ただし、我々が今日知るような形の公式な国家安全保障戦略ではなかったが）を再検討すると共に、米ソの潜在力を軍事的、経済的、政治的、心理的見地から分析した。
NSC-68は、米国に立ちはだかる試練を恐るべき言葉で述べた。「我々が直面している問題は重大であり、我が国のみならず文明自体の成就または破壊に関わるものである」。

## 内容と意義
ジョージ・F・ケナンの封じ込め理論は、米国がソ連の脅威に応じて多面的な外交政策を展開するよう明確に主張したが、NSC-68は外交行動よりも軍事行動を強調する政策を勧告した。ケナンの影響力ある電報（1946年2月）は、ソ連に対する封じ込めを提唱した。それは、NSC-68においては「計画的かつ段階的な抑圧政策」と定義することができよう。ただしNSC-68は、米国が「圧倒的総合力」と「他の友好諸国との信頼に足る連携」を得られるよう、平時の大規模軍事支出を要求した。また、軍に対しては以下の事項を可能にするよう要求した。
- 西半球と主要連合諸国の防衛による、同地域の戦争遂行能力向上
- 動員基盤の整備維持、及び勝利のための攻撃力増強
- ソ連の戦争遂行能力における必須要素を破壊するための、また米国とその同盟国が攻撃力を最大限に伸ばすまで敵を撹乱しておくための、攻撃作戦の実施
- 上記任務の遂行に不可欠な通信線と基地地域の、防衛と維持管理
- 上記任務における同盟諸国の役割遂行に不可欠な援助の提供

NSC-68自体には、具体的な費用推計は全くなかった。計画は米国のGNPの相当部分、恐らくは約20%かそれ以上を費やすとみられたが、当時の米国のGNPに占める国防費の割合は6-7%に過ぎなかった。これまで大統領が設定してきた国防支出上限がNSC-68と整合しないことは明白であった。NSC-68は、1950年の国防支出を当初予定の130億ドルから500億ドルに増額するよう要求した。ただし個別経費の分析及び予算化は、NSC内にその後設置された作業部会が行った。

## 内部の議論
NSC-68は、冷戦が無闇に拡大しつつあると考える上級官僚から、若干の批判を受けた。報告書が正式に大統領に提出されるに先立ち、審査のためトルーマン政権の最高幹部に送付された際、彼らの多くはその議論を嘲笑した。ウィラード・ソープは、同文書の「ソ連は、自国の総合的経済力と合衆国のそれとの差を着実に縮めつつある」との主張を疑問視した。ソープは、「思うに、この立場は進展するどころか逆行している... 実際の差は拡がりつつあり、我々に有利になっている」と論じた。彼は、米国経済は1949年にソ連経済の2倍に達したと指摘した。米国での鉄鋼生産はソ連を200万t上回り、商品と石油生産の備蓄はソ連の総計を遥かに超えた。ソープは、ソ連が軍事費にGDPの多くを割いていたとされることにも懐疑的であった。「私は、ソ連の投資額は住宅政策の方が多いとみている」。予算局のウィリアム・ショーブ (William Schaub) は特に辛辣で、空軍、陸軍、海軍、原爆保有数、経済など、「どの分野においても」米国はソ連よりはるかに優れていると信じていた。ケナンもまた（封じ込め政策の「父」ではあるものの）、同文書、特に大規模再軍備の要請には賛同しなかった (FRUS, 1950, Vol. I)。

## トルーマンの立場
ソ連が核保有国となった後ですら、トルーマン大統領は軍事支出の抑制を図った。しかし、彼はNSC-68の勧告をすぐには拒絶せず、代わりにそれを稟議に戻し、関連経費の見積りを求めた。その後2か月間、報告書に進展はほとんどなかった。ニッツェは、6月には諦めかけていた。だが1950年6月25日、北朝鮮軍が北緯38度線を越えたのである。朝鮮戦争が勃発し、NSC-68は新たな重要性を担った。のちにアチソンが評したように、「朝鮮は……行動を刺激してくれた」のである。

## 世論
トルーマン政権は、議会と意思決定有力者に戦略的再軍備の必要性とソ連共産主義の封じ込めを説得するための、全国的広報運動を開始した。その際、反対勢力を克服せねばならなかった。それは即ち、世界との関係性を薄めようと図るロバート・A・タフト上院議員ら孤立主義者であり、また、共産主義の排除や、恐らく先制戦争への着手を目論む代替戦略たる「巻き返し」を提案した、ジェームズ・バーナムら強硬な反共主義者であった。予防戦争と孤立主義という2極の間を取った、再軍備の方向へと議会や世論を誘導すべく、国務省とホワイトハウスは1950年6月の北朝鮮による攻撃と朝鮮戦争勃発後の数か月間における攻防を利用した。

## 歴史的議論
冷戦が激化するにつれ、NSC-68は大きな歴史的論議を惹起した。NSC-68は、米国の外交政策が包括的封じ込め戦略へと転換する上での重要な要素であり、包括的封じ込めはその後の各政権によって確認された。分析は、NSC-68は「可能な限り最悪の観点で」脅威を説明したとするマイケル・ホーガンの確信から、高まる真の脅威の正確な描写に至るまで、多岐にわたっている。

## 総括
この文書は、2005年3月の国家安全保障戦略など類似の国家安全保障文書に対する影響という点において、冷戦を理解する上で極めて重要であるが、同時に現在の米国の外交政策に対する洞察を提供している。当初提案が拒絶されたとはいえ、NSC-68の実施は米国の政策がどの程度「転換」したのか――ソ連に対してだけでなく、あらゆる共産政府に対しても――を示している。同文書への署名により、トルーマンは明確かつ一貫した国策を提供した。これは、それまでの米国にはほとんど存在したことのないものであった。また、NSCが提案したNSC-68は、「アカの恐怖」とアルジャー・ヒス事件を背景に右派からの攻撃に晒されていたトルーマンの問題に対処するものであったといえよう。NSC-68は非公表であったものの、米国の従来兵器及び核兵器の能力が以後増強されるという形で現れ、結果的に国家の財政負担は増大した。NSC-68は国防予算増額の提案に関して何らの勧告もしてはいないが、トルーマン政権は1950年から1953年の国内総生産に占める国防費の割合を5%から14.2%と3倍近く増大させたのである。

## 関連文献
- Acheson, Dean (1969). Present at the Creation: My Years in the State Department. New York: Norton. pp. 798 pp. ASIN B0006D5KRE
- Bacevic, Andrew (2008). The Limits of Power: The End of American Exceptionalism. Macmillan ISBN 0-80508-8156
- Beisner, Robert L. Dean Acheson: A Life in the Cold War (Oxford University Press, 2006) online edition
- Bernstein, Barton J. "The Truman Presidency and the Korean War," in Michael James Lacey, ed. The Truman Presidency (1989) pp 410-43 online edition
- Callahan, David.  Dangerous Capabilities: Paul Nitze and the Cold War. (1990). 507 pp.
- Caridi, Ronald James. "The G.O.P. and the Korean War." Pacific Historical Review 1968 37(4): 423-443. Issn: 0030-8684 in Jstor
- Casey, Steven. Selling the Korean War: Propaganda, Politics, and Public Opinion in the United States, 1950-1953 (2008)
- Casey, Steven. "Selling NSC-68: The Truman Administration, Public Opinion, and the Politics of Mobilization, 1950-51." Diplomatic History 2005 29(4): 655-690. Issn: 0145-2096 Fulltext: Ebsco
- Chomsky, Noam. Deterring Democracy. (1992). p. 10, 14, 19, 21, 22, 25, 28, 33, 46, 49, 64n2, 91, 100. ISBN 0-86091-318-X. Or online edition
- Combs, Jerald A. "The Compromise That Never Was: George Kennan, Paul Nitze, and the Issue of Conventional Deterrence in Europe, 1949-1952," Diplomatic History, v. 15, No. 3 (Summer 1991), pp. 347-382:
- Cox, Michael. "Western Intelligence, the Soviet Threat and NSC-68: A Reply to Beatrice Heuser," Review of International Studies, 18, No. 1 (January 1992), pp. 75-83.
- Dockrill, Saki. "Dealing with Soviet Power and Influence: Eisenhower's Management of U.S. National Security." Diplomatic History 2000 24(2): 345-352. Issn: 0145-2096 Fulltext: Ebsco
- Donnelly, William M. "'The Best Army That Can Be Put in the Field in the Circumstances': the U.S. Army, July 1951-July 1953." Journal of Military History 2007 71(3): 809-847. Issn: 0899-3718 Fulltext: Ebsco

- Fakiolas, Efstathios T. "Kennan's Long Telegram and NSC-68: A Comparative Theoretical Analysis." East European Quarterly, Vol. 31, 1998 online edition
- Fautua, David T. "The 'Long Pull' Army: NSC 68, the Korean War, and the Creation of the Cold War U.s. Army." Journal of Military History 1997 61(1): 93-120. in Jstor
- Gaddis, John Lewis. Strategies of Containment. A Critical Appraisal of Postwar American National Security Policy (1982)
- Gaddis, John Lewis. "NSC-68 and the Problem of Ends and Means," International Security, v. 4, No. 4 (Spring 1980), pp. 164-170 in JSTOR
- Guerrier, Steven Warren.  "NSC-68 and the Truman Rearmament, 1950-1953."  PhD dissertation U. of Michigan 1988. 441 pp.  DAI 1988 49(5): 1253-A. DA8812899  Fulltext: ProQuest Dissertations & Theses
- Hamby, Alonzo. Man of the People: A Life of Harry S. Truman (1998) excerpt and text search
- Hammond, Paul Y. "NSC-68: Prologue to Rearmament," in Walter Schilling et al. eds. Strategy, Politics and Defence Budgets (1962), pp. 274-326
- Heuser, Beatrice. "NSC-68 and the Soviet Threat: A New Perspective on Western Threat Perception and Policy Making," Review of International Studies, 17, No. 1 (January 1991), pp. 17-40; rejects notion that US misperceived and overreacted to Stalin's worldwide intentions; she instead says that events after World War II in the Balkans and Korea demonstrate a legitimate basis for NSC 68 and the resulting military buildup.
- Hogan, Michael J. A Cross of Iron: Harry S. Truman and the Origins of the National Security State, 1945-1954.  Cambridge: Cambridge University Press, 1998. p12
- May, Ernest R., ed. American Cold War Strategy: Interpreting NSC 68 (1993), with complete text of NSC-68
- Nitze, Paul.  "The Development of NSC-68," International Security, v.4, No. 4 (Spring 1980), pp. 170-176 in JSTOR
- Nitze, Paul H.  From Hiroshima to Glasnost: At the Center of Decision.  New York:  Grove Weidenfeld, 1989.
- Ohanian, Lee E. "The Macroeconomic Effects of War Finance in the United States: World War II and the Korean War" American Economic Review. 87#1 (1997) pp 23-40 in JSTOR
- Pierpaoli, Paul G.  Truman and Korea: The Political Culture of the Early Cold War (1999) online edition
- Rosenberg, David Alan. "The Origins of Overkill. Nuclear Weapons and American Strategy, 1945-1960," International Security, v. 7, No. 4 (Spring 1983), pp. 3-72;
- Spaulding, Elizabeth Edwards The First Cold Warrior: Harry Truman, Containment, and the Remaking of Liberal Internationalism. (2006) 314 pp
- Talbott, Strobe.  The Master of the Game: Paul Nitze and the Nuclear Peace.  New York: Alfred A. Knopf, 1988.
- Wells, Jr., Samuel F. "Sounding the Tocsin: NSC 68 and the Soviet Threat" International Security, Vol. 4, No. 2 (Autumn, 1979), pp. 116-158 in JSTOR

### 一次史料
- "A Report to the National Security Council - NSC 68", April 12, 1950. President's Secretary's File, Truman Papers, Truman Library. - ウェイバックマシン（2009年5月30日アーカイブ分）